# FC Kyzyltasch Bachtschyssaraj
Der FC Kyzyltasch Bachtschyssaraj (russisch ПФК «Кызылташ» Бахчисарай) ist ein Fußballverein aus Bachtschyssaraj, einer Stadt auf der von Russland besetzten ukrainischen Halbinsel Krim. Der Verein spielt derzeit in der Krim-Liga mit, welche seit Annexion der Krim durch Russland im Jahr 2014 die höchste Spielklasse für Mannschaften von der Krim ist.

## Geschichte
Der FC Kyzyltasch Bachtschyssaraj wurde am 2. Mai 2016 in Jalta gegründet, zur Saison 2017/18 aber nach Bachtschyssaraj verlegt. Der Verein versteht sich selbst als erster krimtatarischer Fußballverein der Geschichte, wobei man auch offen für Angehörige anderer Volksgruppen ist. Erster Präsident des Vereins war Albert Kurshutov, der als Abgeordneter im Stadtrat von Jalta sitzt.
In seiner ersten Saison 2016/17 spielte der FC Kyzyltasch zunächst in der Open Championship der Amateurmannschaften und qualifizierte sich für den Aufstieg in die Krim-Liga. In den folgenden Jahren gelang es der Mannschaft sich in der Krim-Liga zu etablieren. In der Saison 2023 erreichte die Mannschaft mit dem zweiten Platz ihre beste Platzierung.

## Stadion
Der FC Kyzyltasch Bachtschyssaraj trägt seine Heimspiele im Druschba-Stadion in Bachtschyssaraj aus. Es bietet Platz für 5000 Zuschauer.

## Erfolge
- Sieger des Krim-Pokals 2021/22